# Rauwiller
Rauwiller é uma comuna francesa na região administrativa de Grande Leste, no departamento Baixo Reno. 